# Meld Misdaad Anoniem
Meld Misdaad Anoniem, of kortweg (M.), is een Nederlands onafhankelijk meldpunt waar je anoniem informatie kunt geven over criminaliteit. Men kan bij M. melden over bijvoorbeeld drugscriminaliteit, moord en doodslag, mishandeling, overvallen, brandstichting, wapen- of mensenhandel. Maar ook met informatie over integriteitskwesties, zoals fraude en corruptie, kan men bij M. terecht. M. deelt de bruikbare meldingen met haar partners, waaronder de politie, gemeenten en/of energieleveranciers. Deze partners zijn verantwoordelijk voor het beoordelen van en het geven van een vervolg aan de melding. 

## De Stichting
Meld Misdaad Anoniem ging als pilot van start in 2002. Het initiatief was gebaseerd op het crimestoppers-concept dat in diverse landen, zoals het Verenigd Koninkrijk en de Verenigde Staten werd toegepast. In december 2003 werd de Stichting Meld Misdaad Anoniem officieel werd opgericht. Sinds 2014 valt Meld Misdaad Anoniem onder de stichting NL Confidential. De Raad van Toezicht bestaat onder andere uit vertegenwoordigers van het Ministerie Justitie & Veiligheid, de Politie en andere partners. 

## Anonimiteit
Bij M. staat er dagelijks een professioneel team klaar om de inkomende telefoonoproepen en online meldingen te beantwoorden. De identiteit van de anonieme tipgever is bij Meld Misdaad Anoniem niet bekend. De anonimiteit wordt verschillende manieren gewaarborgd, namelijk:
-       Het telefoonnummer waarmee wordt gebeld wordt niet weergegeven;
-       Er worden geen telefoongesprekken opgenomen;
-       De online meldformulieren worden versleuteld ontvangen;
-       Het meldformulier wordt na inzien vernietigd;
-       Er wordt geen herleidbare informatie, zoals naam, adres en persoonlijke adresgegevens weergegeven
De identiteit van een anonieme tipgever wordt bij Meld Misdaad Anoniem nooit bekend. Er bestaan uiteraard wel gegevens over telecommunicatieverkeer met M. in de 0800-centrale van KPN. De toegang tot deze gegevens is niet wettelijk geregeld maar intern bij het Openbaar Ministerie door middel van een 'Instructie Meld Misdaad Anoniem'. Daarin staat dat een dergelijk onderzoek door de politie alleen ingesteld mag worden na toestemming van het Openbaar Ministerie in het geval van onmiddellijk dreigend levensgevaar. Daarnaast mag de bevoegdheid tot het vorderen van de telefoongegevens slechts worden gebruikt als het gaat om inlichtingen om dat leven te redden. Bij de afweging om in dergelijke uitzonderingsgevallen onderzoek te doen, zijn het incidentele opsporingsbelang en het afbreukrisico (de anonimiteit) van het opsporingsmiddel M. medebepalend. Alleen onder bovenstaande voorwaarden kunnen privégegevens over de anonieme melder wel via telecommunicatieaanbieders ter beschikking van justitie komen. Onduidelijk is of het College van procureurs-generaal op die grond ooit een verzoek heeft goedgekeurd.
In 2009 werd een concreet geval bekend waarbij door handelen van het Openbaar Ministerie in Rotterdam een anonieme tipgeefster in gevaar kwam. De door een telefoontap verkregen  persoonsgegevens van een zich anoniem wanende meldster waren toegevoegd aan een strafdossier. Daardoor kon de advocaat van de verdachte er kennis van nemen. De directeur van Meld Misdaad Anoniem vreesde na perspublicaties over dit voorval reputatieschade voor zijn organisatie en vroeg het Openbaar Ministerie om opheldering.

## Kritiek
- De anonimiteit is niet wettelijk geregeld maar slechts via een "instructie" en dat alleen binnen het Openbaar Ministerie
- Telefoongesprekken en bijbehorende telecommunicatiegegevens met M. genieten niet dezelfde wettelijke bescherming zoals een gesprek met een advocaat, in principe kunnen ze altijd gebruikt worden door de AIVD of gelieerde geheime diensten
- In principe kan de politie of elke andere belanghebbende ook zelf tips geven via M. om zo meer gewicht in de schaal te leggen voor een huiszoekingsbevel of een aanhoudingsbevel. Zo'n tip kan dan voor een officier van justitie net de druppel zijn om een bevel daadwerkelijk te verstrekken.[4]
- M. genereert "oncontroleerbare feiten" in strafdossiers.[5]
- De rechtsbescherming van mensen die valse anonieme tips doorgeven is volgens hoogleraar Ybo Buruma beter gewaarborgd dan die van onschuldige burgers die zichzelf maar moeten zien vrij te pleiten.[6]
- Misdaadorganisaties kunnen hun concurrenten laten oprollen door de politie en hierdoor een monopoliepositie verkrijgen.[7]
- Resultaten van M. worden vertroebeld doordat niet over alle doorgegeven meldingen een terugmelding wordt gedaan met betrekking tot de nuttigheid van de tip.[8]
- Resultaatsverslagen van M. belichten doorgaans wel de successen maar niet de missers, zoals achteraf gebleken onterechte aanhoudingen of huiszoekingen met alle negatieve gevolgen van dien.

## Resultaten
Meld Misdaad Anoniem ontvangt jaarlijks rond de 45.000 meldingen. Van dit aantal worden ongeveer 15.000 concrete meldingen met strafbare feiten naar de partners van M. doorgestuurd., waaronder de politie, gemeenten en energieleveranciers. Deze partners zijn verantwoordelijk voor het beoordelen van en het geven van een vervolg aan de melding. De politie verricht op basis van M.-tips jaarlijks tussen de 1.000 en 2.000 aanhoudingen. 